# Zygmunt Menkes
Zygmunt Menkes (in Frankreich: Sigmund Menkès, * 6. Mai 1896 in Lemberg, Österreich-Ungarn; † 20. August 1986 in Riverdale, New York) war ein polnisch-amerikanischer Maler und Bildhauer, der den größten Teil seines Lebens im Ausland verbrachte. Er war ein Repräsentant des expressionistischen Kolorismus.

## Leben
Menkes wurde in eine jüdisch-orthodoxe Familie geboren. Sein Vater war Kaufmann. Er besuchte ab 1912 die Gewerbeschule in Lemberg und von 1919 bis 1922 die Kunstakademie in Krakau. Als junger Mann sympathisierte er mit der zionistischen Bewegung und arbeitete an der Restaurierung alter Kirchen. 1922 betrieb er unter Anleitung des ukrainischen Bildhauers Alexander Archipenko ein eigenes Studio in Berlin. Seit 1923 lebte er in Paris, wo er mit Marc Chagall, Jules Pascin, Chaim Soutine, Joachim Weingart und Eugeniusz Zak befreundet war. Oft besuchte er Polen, war Mitglied der dortigen Künstlergruppen „Nowa Generacja“ und „Zwornik“. Mit diesen Gruppen stellte er mehrfach in Lemberg (1932 und 1935) und Warschau (1935 und 1938) aus. 1928 reiste er nach Berlin und 1935 zusammen mit Artur Nacht-Samborski nach Spanien. In Paris lebte er bis 1935, von da aus zog er in die USA.
Er war Dozent an der Art Students League of New York und lebte in Riverdale im Bundesstaat New York. Zu seinen Freunden gehörten Marsden Hartley und Stuart Davis. Noch oft besuchte er Frankreich. Menkes erhielt bedeutende Kunstpreise, darunter 1943 die Carol-H.-Beck-Medaille der Pennsylvania Academy of the Fine Arts, 1947 die Goldmedaille der Corcoran Gallery in Washington, D.C., 1955 den Andrew-Carnegie-Preis der New Yorker National Academy of Design und im Jahr 1967 den Preis der Jurzykowski Foundation.

## Werk
Menkes malte figürliche Kompositionen, Porträts, Akte, Stillleben, Landschaften und symbolische Szenen. Er war Expressionist und gehörte zum Kreis der École de Paris. Seine frühen Bilder waren häufig in gelb-braunen Tönen gehalten, während spätere Arbeiten vorwiegend von Rot dominiert wurden. Er malte spontan mit breiten Pinselstrichen und Palettenmesser. Eine bewegende Bilderserie Menkes zu im Zweiten Weltkrieg im Warschauer Ghetto eingesperrten und ermordeten Juden wurde von ihm in ausgewaschenen Blau- und Graufarben angelegt.
Der Künstler stellte Werke auf dem Pariser Salon d’Automne (1924, 1925 und 1927), dem Salon des Indépendants (1925 bis 1928) und dem Salon des Tuileries (1928, 1929, 1931 und 1938) aus. Seine Arbeiten wurden außerdem bei „Bernheim“ (1930), „de France“ (1931) und „Le Portique“ (1932) gezeigt. Das Cleveland Museum of Art in Ohio zeigte 1930 seine Werke und im selben Jahr die M. Sterner-Galerie in New York City. Er war mit der Associated American Artists Gallery in NYC verbunden und stellte dort 1949 und 1955 aus.